# Antonio Guerola y Peyrolón
Antonio Guerola y Peyrolón (Valencia, 21 de diciembre de 1817-1901) fue un abogado y político español, gobernador civil de Barcelona durante el reinado de Isabel II de España.

## Biografía
Su padre era militar y su abuelo fue uno de los fundadores de la Sociedad Económica de Amigos del País de Valencia. Se licenció en derecho en la Universidad de Valencia a la vez que trabajaba para la secretaría del gobernador civil. Hizo carrera dentro del gobierno civil hasta que el 1851 fue nombrado secretario del gobernador civil de Barcelona. Por enero de 1852 fue nombrado secretario del Gobierno Civil de Madrid y el agosto del mismo año pasó a ser funcionario del Ministerio de la Gobernación. Así fue gobernador civil onubense (1853), Zamora, Oviedo, Málaga (1857-1863), Cádiz, Sevilla (1863), y Granada. Durante estos años fue director del ferrocarril Sevilla-Cádiz. Fue gobernador civil de Barcelona entre febrero y julio de 1864 en sustitución de Francisco Sepúlveda Ramos.
En 1876, a petición de su amigo Antonio Cánovas de Castillo, fue nombrado nuevamente gobernador civil de Sevilla. Posteriormente fue nombrado director general de Beneficencia y Sanidad, después subsecretario de Gobernación y finalmente miembro del Consejo de Estado.

## Obras
- Memoria contra las corridas de toros, sus inconvenientes y perjuicios (1876)
- Memoria sobre las medidas que convendría adoptar para la desaparición de las corridas de toros (1882)